# انتون کالنیک
انتون کالنیک (انگلیسی: Anton Calenic؛ زادهٔ ۱ فوریهٔ ۱۹۴۳) قایقران کانو اهل رومانی است.